# Ammothella tippula
Ammothella tippula är en havsspindelart som beskrevs av Child, C.A. 1983. Ammothella tippula ingår i släktet Ammothella och familjen Ammotheidae. Inga underarter finns listade i Catalogue of Life.